# Großer Preis von Japan 1996
Der Große Preis von Japan 1996 (offiziell XXII Fuji Television Japanese Grand Prix) fand am 13. Oktober auf dem Suzuka Circuit in Suzuka statt und war das 16. und letzte Rennen der Formel-1-Weltmeisterschaft 1996.

## Berichte

### Hintergründe
Nach dem Großen Preis von Portugal führte Damon Hill in der Fahrerwertung mit neun Punkten vor Jacques Villeneuve und mit 34 Punkten vor Michael Schumacher. Somit hatten vor dem letzten Rennen nur noch Hill und Villeneuve die Chance auf den Fahrertitel. Villeneuve musste gewinnen, während Hill nicht in die Punkteränge fahren durfte. Hill wiederum reichte ein sechster Platz zum Gewinn seines ersten Weltmeistertitels. In der Konstrukteurswertung stand Williams-Renault nach dem Großen Preis von Ungarn als Weltmeister fest. Sie führten uneinholbar mit 100 Punkten vor Benetton-Renault und mit 101 Punkten vor Ferrari.
Es war das erste Mal seit 1977, dass Japan das letzte Rennen der Weltmeisterschaft ausrichtete.
Dies war auch das letzte Rennen für Martin Brundle, der seit 1984 in der Formel 1 fuhr und einschließlich dieses Rennens insgesamt neun Mal auf dem Podium landete, sowie das letzte Rennen für Pedro Lamy und das Team Ligier.
Mit Gerhard Berger (zweimal), Schumacher und Hill (jeweils einmal) traten drei ehemalige Sieger zu diesem Grand Prix an.

### Training
Vor dem Rennen fanden zwei Trainingseinheiten statt: Die erste am Freitagmorgen und die zweite am Samstagmorgen.
Im ersten freien Training am Freitag erzielte Berger mit einer Zeit von 1:42,350 Minuten die Bestzeit vor Mika Häkkinen im McLaren-Mercedes und Schumacher.
Am Samstag, dem zweiten freien Training konnte sich dann Villeneuve die schnellste Runde sichern, gefolgt von Häkkinen und Rubens Barrichello im Jordan-Peugeot.

### Qualifying
Villeneuve sicherte sich mit einer Zeit von 1:38,909 Minuten seine dritte Pole-Position vor Hill und Schumacher. Giovanni Lavaggi im Minardi scheiterte an der 107-Prozent-Regel und konnte sich somit bei seinem letzten Grand Prix nicht für das Rennen qualifizieren.

### Warm Up
Die Fahrer gingen am Sonntagmorgen zu einer 30-minütigen Aufwärmsitzung auf die Strecke. Im Warm Up sicherte sich Villeneuve die Bestzeit vor Barrichello und Jean Alesi im Benetton.

### Rennen
Am Renntag wurde der erste Start abgebrochen, als David Coulthard seinen McLaren abwürgte. Das Rennen wurde daher um eine Runde verkürzt. Beim zweiten Start kam Villeneuve schlecht weg und fiel hinter Hill, Berger, Häkkinen, Schumacher und Eddie Irvine auf den sechsten Platz zurück. Währenddessen drehte sich Alesi, der nach dem neunten Platz im Qualifying mehrere Plätze gutmachen wollte, in der zweiten Kurve, prallte in die Leitplanke und zerstörte seinen Benetton. Alesi blieb durch den Aufprall unverletzt.
In der 3. Runde versuchte Berger, der auf einer Drei-Stopp-Strategie unterwegs war, Hill in der letzten Schikane zu überholen, beschädigte sich dabei jedoch seinen Frontflügel. Berger musste zur Reparatur an die Box während Hill weiterfahren konnte.
Danach setzte sich Hill allmählich ab, und Schumacher überholte Häkkinen in der ersten Runde der Boxenstopps als Zweiter. Pedro Diniz hatte in der letzten Schikane die Kontrolle über seinen Ligier verloren und drehte sich in der 14. Runde ins Kiesbett. Hill kam mit einem Vorsprung von 25 Sekunden auf Schumacher zu seinem zweiten Stopp an die Box und kam knapp vor dem Ferrari heraus, bevor er sich einmal allmählich absetzen konnte zehn Runden vor Schluss lag er erneut mit 13 Sekunden in Führung.
Villeneuve überholte unterdessen Irvine, fuhr die schnellste Runde des Rennens und war Vierter, bevor sich in Runde 37 sein rechtes Hinterrad aufgrund eines Radlagerschadens löste (aus dem gleichen Grund war sein Teamkollegen Hill während des Großen Preises von Großbritannien ausgefallen). Er schied aus dem Rennen aus und Hill stand als Weltmeister fest.
Während er um den 4. Platz kämpfte, kollidierte Berger in der letzten Schikane erneut mit dem Ferrari von Irvine, was dazu führte, dass der Nordire ins Schleudern geriet und aufgab. Berger konnte jedoch unbeschadet weiterfahren. Durch eine späte Aufholjagd konnte Schumacher den Rückstand auf Hill verkürzen, aber Hill konnte das Rennen mit 1,8 Sekunden Vorsprung gewinnen, Häkkinen lag weitere 1,4 Sekunden zurück. Berger wurde Vierter, Brundle bei seinem letzten Grand Prix Fünfter und Heinz-Harald Frentzen holte sich als Sechster den letzten Punkt.
Villeneuve sicherte sich mit 1:44,043 Minuten die schnellste Rennrunde.
Hill sicherte sich seinen ersten und einzigen Fahrertitel. In der Konstrukteurswertung konnte Ferrari noch an Benetton-Renault vorbeiziehen und beendete die Saison auf dem zweiten Platz hinter Williams-Renault.
Hill war der erste Sohn eines Weltmeisters, der selbst die Meisterschaft gewann, da sein Vater Graham Hill bereits 1962 und 1968 Weltmeister war.

## Meldeliste
| Team                        | Nr. | Fahrer                | Chassis        | Motor                 | Reifen |
| --------------------------- | --- | --------------------- | -------------- | --------------------- | ------ |
| Scuderia Ferrari SpA        | 01  | Michael Schumacher    | Ferrari F310   | Ferrari 3.0 V10       | G      |
| Scuderia Ferrari SpA        | 02  | Eddie Irvine          | Ferrari F310   | Ferrari 3.0 V10       | G      |
| Mild Seven Benetton Renault | 03  | Jean Alesi            | Benetton B196  | Renault 3.0 V10       | G      |
| Mild Seven Benetton Renault | 04  | Gerhard Berger        | Benetton B196  | Renault 3.0 V10       | G      |
| Rothmans Williams Renault   | 05  | Damon Hill            | Williams FW18  | Renault 3.0 V10       | G      |
| Rothmans Williams Renault   | 06  | Jacques Villeneuve    | Williams FW18  | Renault 3.0 V10       | G      |
| Marlboro McLaren Mercedes   | 07  | Mika Häkkinen         | McLaren MP4/11 | Mercedes-Benz 3.0 V10 | G      |
| Marlboro McLaren Mercedes   | 08  | David Coulthard       | McLaren MP4/11 | Mercedes-Benz 3.0 V10 | G      |
| Ligier Gauloises Blondes    | 09  | Olivier Panis         | Ligier JS43    | Mugen-Honda 3.0 V10   | G      |
| Ligier Gauloises Blondes    | 10  | Pedro Diniz           | Ligier JS43    | Mugen-Honda 3.0 V10   | G      |
| B&H Total Jordan Peugeot    | 11  | Rubens Barrichello    | Jordan 196     | Peugeot 3.0 V10       | G      |
| B&H Total Jordan Peugeot    | 12  | Martin Brundle        | Jordan 196     | Peugeot 3.0 V10       | G      |
| Red Bull Sauber Ford        | 14  | Johnny Herbert        | Sauber C15     | Ford Zetec-R 3.0 V10  | G      |
| Red Bull Sauber Ford        | 15  | Heinz-Harald Frentzen | Sauber C15     | Ford Zetec-R 3.0 V10  | G      |
| Footwork Hart               | 16  | Ricardo Rosset        | Footwork FA17  | Hart 3.0 V8           | G      |
| Footwork Hart               | 17  | Jos Verstappen        | Footwork FA17  | Hart 3.0 V8           | G      |
| Tyrrell Yamaha              | 18  | Ukyo Katayama         | Tyrrell 024    | Yamaha 3.0 V10        | G      |
| Tyrrell Yamaha              | 19  | Mika Salo             | Tyrrell 024    | Yamaha 3.0 V10        | G      |
| Minardi Team                | 20  | Pedro Lamy            | Minardi M195B  | Ford EDM 3.0 V8       | G      |
| Minardi Team                | 21  | Giovanni Lavaggi      | Minardi M195B  | Ford EDM 3.0 V8       | G      |

## Klassifikationen

### Qualifying
| Pos.                                                                       | Fahrer                | Konstrukteur       | Zeit     | Start |
| -------------------------------------------------------------------------- | --------------------- | ------------------ | -------- | ----- |
| 01                                                                         | Jacques Villeneuve    | Williams-Renault   | 1:38,909 | 01    |
| 02                                                                         | Damon Hill            | Williams-Renault   | 1:39,370 | 02    |
| 03                                                                         | Michael Schumacher    | Ferrari            | 1:40,071 | 03    |
| 04                                                                         | Gerhard Berger        | Benetton Renault   | 1:40,364 | 04    |
| 05                                                                         | Mika Häkkinen         | McLaren-Mercedes   | 1:40,364 | 05    |
| 06                                                                         | Eddie Irvine          | Ferrari            | 1:41,005 | 06    |
| 07                                                                         | Heinz-Harald Frentzen | Sauber-Ford        | 1:41,277 | 07    |
| 08                                                                         | David Coulthard       | McLaren-Mercedes   | 1:41,384 | 08    |
| 09                                                                         | Jean Alesi            | Benetton Renault   | 1:41,562 | 09    |
| 10                                                                         | Martin Brundle        | Jordan-Peugeot     | 1:41,600 | 10    |
| 11                                                                         | Rubens Barrichello    | Jordan-Peugeot     | 1:41,919 | 11    |
| 12                                                                         | Olivier Panis         | Ligier-Mugen-Honda | 1:42,206 | 12    |
| 13                                                                         | Johnny Herbert        | Sauber-Ford        | 1:42,658 | 13    |
| 14                                                                         | Ukyō Katayama         | Tyrrell-Yamaha     | 1:42,711 | 14    |
| 15                                                                         | Mika Salo             | Tyrrell-Yamaha     | 1:42,840 | 15    |
| 16                                                                         | Pedro Diniz           | Ligier-Mugen-Honda | 1:43,196 | 16    |
| 17                                                                         | Jos Verstappen        | Footwork-Hart      | 1:43,383 | 17    |
| 18                                                                         | Pedro Lamy            | Minardi-Ford       | 1:44,874 | 18    |
| 19                                                                         | Ricardo Rosset        | Footwork-Hart      | 1:45,412 | 19    |
| 107-Prozent-Zeit: 1:45,833 min (bezogen auf die Bestzeit von 1:38,909 min) |                       |                    |          |       |
| DNQ                                                                        | Giovanni Lavaggi      | Minardi-Ford       | 1:46,795 | –     |

### Rennen
| Pos. | Fahrer                | Konstrukteur       | Runden | Stopps | Zeit        | Start | Schnellste Runde |
| ---- | --------------------- | ------------------ | ------ | ------ | ----------- | ----- | ---------------- |
| 01   | Damon Hill            | Williams-Renault   | 52     | 2      | 1:32:33,791 | 02    | 1:44,753 (30.)   |
| 02   | Michael Schumacher    | Ferrari            | 52     | 2      | + 1,883     | 03    | 1:44,445 (18.)   |
| 03   | Mika Häkkinen         | McLaren-Mercedes   | 52     | 2      | + 3,212     | 05    | 1:44,852 (35.)   |
| 04   | Gerhard Berger        | Benetton Renault   | 52     | 3      | + 26,526    | 04    | 1:44,350 (24.)   |
| 05   | Martin Brundle        | Jordan-Peugeot     | 52     | 2      | + 1:07,120  | 10    | 1:45,882 (37.)   |
| 06   | Heinz-Harald Frentzen | Sauber-Ford        | 52     | 2      | + 1:21,186  | 07    | 1:46,407 (31.)   |
| 07   | Olivier Panis         | Ligier-Mugen-Honda | 52     | 2      | + 1:24,510  | 12    | 1:45,347 (19.)   |
| 08   | David Coulthard       | McLaren-Mercedes   | 52     | 3      | + 1:25,233  | 08    | 1:45,613 (38.)   |
| 09   | Rubens Barrichello    | Jordan-Peugeot     | 52     | 2      | + 1:41,065  | 11    | 1:46,339 (16.)   |
| 10   | Johnny Herbert        | Sauber-Ford        | 52     | 2      | + 1:41,799  | 13    | 1:45,932 (19.)   |
| 11   | Jos Verstappen        | Footwork-Hart      | 51     | 1      | + 1 Runde   | 17    | 1:46,977 (31.)   |
| 12   | Pedro Lamy            | Minardi-Ford       | 50     | 2      | + 2 Runden  | 18    | 1:49,220 (18.)   |
| 13   | Ricardo Rosset        | Footwork-Hart      | 50     | 2      | + 2 Runden  | 19    | 1:49,263 (35.)   |
| –    | Eddie Irvine          | Ferrari            | 39     | 2      | DNF         | 06    | 1:45,798 (20.)   |
| –    | Ukyō Katayama         | Tyrrell-Yamaha     | 37     | 2      | DNF         | 14    | 1:47,518 (29.)   |
| –    | Jacques Villeneuve    | Williams-Renault   | 36     | 2      | DNF         | 01    | 1:44,043 (34.)   |
| –    | Mika Salo             | Tyrrell-Yamaha     | 20     | 0      | DNF         | 15    | 1:49,372 (18.)   |
| –    | Pedro Diniz           | Ligier-Mugen-Honda | 13     | 0      | DNF         | 16    | 1:48,495 (05.)   |
| –    | Jean Alesi            | Benetton Renault   | 0      | 0      | DNF         | 09    | –                |

## WM Stände nach dem Rennen
Die ersten sechs des Rennens bekamen 10, 6, 4, 3, 2 bzw. 1 Punkt(e).

### Fahrerwertung
| Pos. | Fahrer                | Konstrukteur       | Punkte |
| ---- | --------------------- | ------------------ | ------ |
| 01   | Damon Hill            | Williams-Renault   | 97     |
| 02   | Jacques Villeneuve    | Williams-Renault   | 78     |
| 03   | Michael Schumacher    | Ferrari            | 59     |
| 04   | Jean Alesi            | Benetton-Renault   | 47     |
| 05   | Mika Häkkinen         | McLaren-Mercedes   | 31     |
| 06   | Gerhard Berger        | Benetton-Renault   | 21     |
| 07   | David Coulthard       | McLaren-Mercedes   | 18     |
| 08   | Rubens Barrichello    | Jordan-Peugeot     | 14     |
| 09   | Olivier Panis         | Ligier-Mugen-Honda | 13     |
| 10   | Eddie Irvine          | Ferrari            | 11     |
| 11   | Martin Brundle        | Jordan-Peugeot     | 8      |
| 12   | Heinz-Harald Frentzen | Sauber-Ford        | 7      |

| Pos. | Fahrer               | Konstrukteur       | Punkte |
| ---- | -------------------- | ------------------ | ------ |
| 13   | Mika Salo            | Tyrrell-Yamaha     | 5      |
| 14   | Johnny Herbert       | Sauber-Ford        | 4      |
| 15   | Pedro Diniz          | Ligier-Mugen-Honda | 2      |
| 16   | Jos Verstappen       | Footwork-Hart      | 1      |
| 17   | Ukyō Katayama        | Tyrrell-Yamaha     | 0      |
| 18   | Ricardo Rosset       | Footwork-Hart      | 0      |
| 19   | Giancarlo Fisichella | Minardi-Ford       | 0      |
| 20   | Pedro Lamy           | Minardi-Ford       | 0      |
| 21   | Luca Badoer          | Forti-Ford         | 0      |
| 22   | Giovanni Lavaggi     | Minardi-Ford       | 0      |
| 23   | Andrea Montermini    | Forti-Ford         | 0      |
| –    | Tarso Marques        | Minardi-Ford       | 0      |

### Konstrukteurswertung
| Pos. | Konstrukteur       | Punkte |
| ---- | ------------------ | ------ |
| 01   | Williams-Renault   | 175    |
| 02   | Ferrari            | 70     |
| 03   | Benetton-Renault   | 68     |
| 04   | McLaren-Mercedes   | 49     |
| 05   | Jordan-Peugeot     | 22     |
| 06   | Ligier-Mugen-Honda | 15     |

| Pos. | Konstrukteur   | Punkte |
| ---- | -------------- | ------ |
| 07   | Sauber-Ford    | 11     |
| 08   | Tyrrell-Yamaha | 5      |
| 09   | Footwork-Hart  | 1      |
| 10   | Minardi-Ford   | 0      |
| 11   | Forti-Ford     | 0      |